# Yasin Özcan
Yasin Özcan, né le 20 avril 2006 à Kâğıthane en Turquie, est un footballeur international turc qui joue au poste de défenseur central au RSC Anderlecht, en prêt d'Aston Villa.

## Biographie

### En club
Né à Kâğıthane en Turquie, Yasin Özcan commence le football à l'İl Özel İdaresispor, il est formé ensuite par le Kasımpaşa SK, qu'il rejoint en 2018. 
Il joue son premier match en professionnel le 8 août 2022, lors de la première journée de la saison 2022-2023 de Süper Lig, la première division turque, face au İstanbul Başakşehir FK. Il entre en jeu à la place de Recep Yemişçi (en) et son équipe est battue par quatre buts à zéro. Özcan inscrit son premier but en professionnel le 21 janvier 2023 contre cette même équipe de l'İstanbul Başakşehir lors du match retour, en championnat. Il ouvre le score d'un tir lointain mais voit tout de même son équipe s'incliner (1-3 score final). Il est le plus jeune buteur de la saison, à 16 ans et 276 jours. Le 20 mai 2023, Özcan se fait remarquer en inscrivant un but lors du derby face à İstanbulspor, en championnat. Titulaire au poste d'arrière gauche, il donne la victoire aux siens en étant l'unique buteur de la partie,.
Titulaire indiscutable au sein de la défense centrale du club turc, Özcan dispute quarante matchs au cours de la saison 2023-2024 alors qu'il est âgé de dix-sept ans.
Le 10 février 2025, le club anglais d'Aston Villa annonce avoir obtenu la signature du jeune défenseur central turc, le contrat débutant à l'issue de la saison 2024-2025.

### En sélection
Le 20 juin 2023, Yasin Özcan joue son premier match avec l'équipe de Turquie espoirs face à la Bosnie-Herzégovine. Il est titularisé et son équipe s'impose par quatre buts à un.
Yasin Özcan honore sa première sélection avec l'équipe nationale de Turquie le 11 juin 2025 face au Mexique en match amical. Il est titularisé et son équipe est battue par un but à zéro.

## Statistiques

### En club
| Saison                | Club                  | Championnat           | Championnat | Championnat | Coupe nationale | Coupe nationale | Coupe de la Ligue | Coupe de la Ligue | Compétition(s) continentale(s) | Compétition(s) continentale(s) | Compétition(s) continentale(s) | Total | Total |
| Saison                | Club                  | Division              | M.          | B.          | M.              | B.              | M.                | B.                | Comp.                          | M.                             | B.                             | M.    | B.    |
| 2022-2023             | Kasımpaşa SK          | SüperLig              | 19          | 2           | 1               | 0               | -                 | -                 | -                              | -                              | -                              | 20    | 2     |
| 2023-2024             | Kasımpaşa SK          | SüperLig              | 37          | 2           | 3               | 1               | -                 | -                 | -                              | -                              | -                              | 40    | 3     |
| 2024-2025             | Kasımpaşa SK          | SüperLig              | 21          | 0           | -               | -               | -                 | -                 | -                              | -                              | -                              | 21    | 0     |
| Sous-total            | Sous-total            | Sous-total            | 77          | 4           | 4               | 1               | -                 | -                 | -                              | -                              | -                              | 81    | 5     |
| 2025-2026             | RSC Anderlecht (prêt) | Division 1A           | 0           | 0           | -               | -               | -                 | -                 | C3+C4                          | 0+1                            | 0+0                            | 1     | 0     |
| Total sur la carrière | Total sur la carrière | Total sur la carrière | 77          | 4           | 4               | 1               | -                 | -                 | -                              | 1                              | 0                              | 82    | 5     |